# Kettlersteich

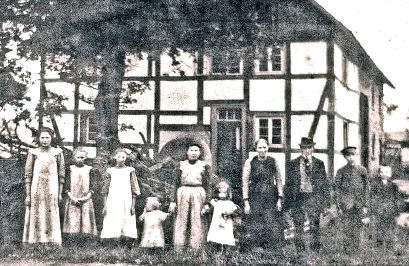
Haus in Kettlersteich um 1910

Kettlersteich war ein Ort im alten Kreis Soest, der im heutigen Möhnesee vollkommen  versunken ist. Er lag östlich der Heve und etwa 2 km südwestlich des heutigen Delecke. Nach der Fertigstellung der Möhnestaumauer im Jahr 1912 füllte sich der Stausee, und das Dorf verschwand völlig im Wasser. Die Gemeinde Kettlersteich wurde offiziell am 1. September 1925 aufgelöst. Ihr Gebiet kam zu Delecke.